# Zaporinovac
Zaporinovac je hrid koja leži južno od zapadnog dijela Čiova, od kojeg je udaljena oko 900 metara. Najbliži otok je Kraljevac, 450 m istočno. Na istočnom rubu hridi je svjetionik.
Površina otoka je 2.272 m2, a visina 6 metara.